# Crema agra
Crema agra és una nata fresca fermentada per un bacteri, de la família dels lactobacils, que la fa més espessa, cremosa i gustosa, que també li dona un lleuger gust agre més pronunciat que el de la nata fresca. Típicament conté entre un 10 i un 20% de greix làctic. Es fa servir com a component per lligar salses i té l'avantatge que en estat natural és espessa. Se'n pot fer una mantega, que té un gust diferent de la mantega normal. Es pot comprar en comerços, però és fàcil de fer-ne a partir de nata, a la qual s'afegeixen els bacteris, provinents del sèrum de mantega o d'unes restes de crema agra, que es deixa fermentar de 16 a 18 hores a temperatura ambient (20-24 °C). Es pot conservar a la nevera durant dues o tres setmanes, però no pas al congelador, ja que pot córrer el risc de tallar-se. També es venen cultius iniciadors de la fermentació.
Als països anglosaxons és l'acompanyament tradicional de patates al caliu, sovint mesclat amb herbes com el cibulet, o amb cheddar.